# Giovanni Battista Pergolesi
Giovanni Battista Pergolesi, italijanski skladatelj, * 4. januar 1710, Jesi blizu Ancone, Italija, † 16. marec 1736, Pozzuoli blizu Neaplja, Italija.

## Življenjepis
Giovanni Battista Pergolesi se je rodil očetu Andrea Draghiju. Priimek Pergolesi je dobil po očetovem rojstnem kraju Pergole. Bil je bolehen otrok, imel je tuberkulozo. Glasbo se je začel učiti v domačem Jesiju pri občinskem kapelniku in violinistu F. Mondiniju. Ob podpori plemstva je odšel v Neapelj na Conservatorio sei Poveri di Gesú Cristo. Študiral je violino in kompozicijo. Po končanem študiju je postal kapelnik kneza iz Stigliana. Umrl je star komaj šestindvajset let.

## Delo
Že kot študent je napisal opero serio z naslovom Salustia. Njegovi najbolj znani deli sta komični operi Služkinja gospodarica (La Serva Padrona) (1733) in Zaljubljeni menih (1732). Obe deli sta bili uprizorjeni tudi na slovenskih odrih. Predvsem odlomki iz Služkinje gospodarice so prava mojstrovina, in so imeli tako umetniški kot teoretični pomen v zgodovini glasbe.
Leta 1735 je bila v Rimu uprizorjena opera Olimpiade, ki pa je doživela zelo slab sprejem. Istega leta je napisal tudi opero Flaminio. Smrt ga je doletela ko je končal Stabat Mater. Slednja velja za zelo priljubljeno pri glasbenikih. Napisana je bila za godalni kvartet, ženska glasova alt in sopran in basso continuo.
Napisal je tudi vrsto posvetnih instrumentalnih del za violino, tako sonate kot koncerte.
Pergolesi je postal slaven šele po smrti. Pergolesijevo komično gledališče zaznamuje vso italijansko opero buffo.